# Manoushka Zeegelaar-Breeveld
 (janvier 2019).
Si vous disposez d'ouvrages ou d'articles de référence ou si vous connaissez des sites web de qualité traitant du thème abordé ici, merci de compléter l'article en donnant les références utiles à sa vérifiabilité et en les liant à la section « Notes et références ».
Manoushka Zeegelaar-Breeveld, née le 6 janvier 1970 à Rotterdam,, est une actrice et chanteuse néerlandaise, d'origine surinamienne.

## Carrière
À côté de son travail d'actrice, en 2001 elle a joué, par l'intermédiaire de John Leerdam, dans divers rôles musicaux. Elle a travaillé sur diverses pièces de théâtre multiculturelles, notamment sur une performance théâtrale de Hirsi Ali et de La reine de Paramaribo du roman éponyme de Clark Accord.

## Filmographie

### Cinéma et téléfilms
- 1994 : Pleidooi (nl) : Gerda Hanoeman
- 1999-2000 : Blauw blauw (nl) : Astrid
- 2004 : Madame Jeanette (nl) : Joy
- 2006 : Grijpstra & De Gier (nl) : Juliana Jazz Wilson
- 2007 : Ebony : Zulema
- 2009 : Johnny Bingo : Monique
- 2010 : Verborgen gebreken (nl) : Vanessa
- 2011 : Sonny Boy : Eugenie Nods
- 2011 : Mijn opa de bankrover (nl) : Oma
- 2011 : Waar is Shirley? : La maman
- 2012 : Mixed Up : Irene Hulst
- 2012 : Dokter Deen (nl) : Souad
- 2012 : Cop vs Killer (nl) : Karin
- 2012 : Van God los (nl) : La mère de Molly
- 2012 : Bellicher: Cel : Margot Westerveld
- 2013 : Bellicher : Margot Westerveld
- 2013 : Valentino : L'officière
- 2013 : Lieve Céline (nl) : La professeur Maevis
- 2014 : Wiplala : L'infirmière
- 2014 : Heetgras : Shirley
- 2015 : Moordvrouw : Mme Kooistra
- 2015 : De Fractie (nl) : La directrice d'école
- 2015 : Noord Zuid (nl) : Gladys
- 2016-2017 : Centraal Medisch Centrum (nl) : Chris Barends
- 2017 : Vechtershart (nl) : Silvia Purperhart
- 2017 : Kleine IJstijd : Alisha
- 2018 : Het Hart van Hadiah Tromp : Nora
- 2018 : Mort ou rien : Tante Sjaan